# Khensu
Khensu (La pota del davant) fou el nom del nomós II del Baix Egipte.
La capital fou Khem (en grec Letòpolis, avui Awsim), que ja existia durant l'Imperi antic, encara que gairebé no hi ha restes d'aquest període, El territori del nomós s'estenia entre Gizeh, al sud, i un punt indeterminat en direcció nord-oest, seguit el marge esquerre del riu i del braç occidental del delta. A la capital hi havia una grans sacerdots esmentats ja a l'Imperi antic i que encara existien sota els Ptolemeus, i que eren els dignataris principals del nomós (i eren la personalitat religiosa principal del regne després dels grans sacerdots de Ptah a Memfis). La situació de la capital era a uns 15 km al nord-oest del Caire, i en relació al territori del nomós es pot considerar situada a la part sud.
Els déus principals foren Horus, Kherty ("el que estima") i Horus Khentykhem (Horus el Vell, patró dels cecs). Horus i Khentykhem tenien temples dedicats a la capital.
- Per el déu Khensu o Chons, vegeu Chons